# Walter Munk

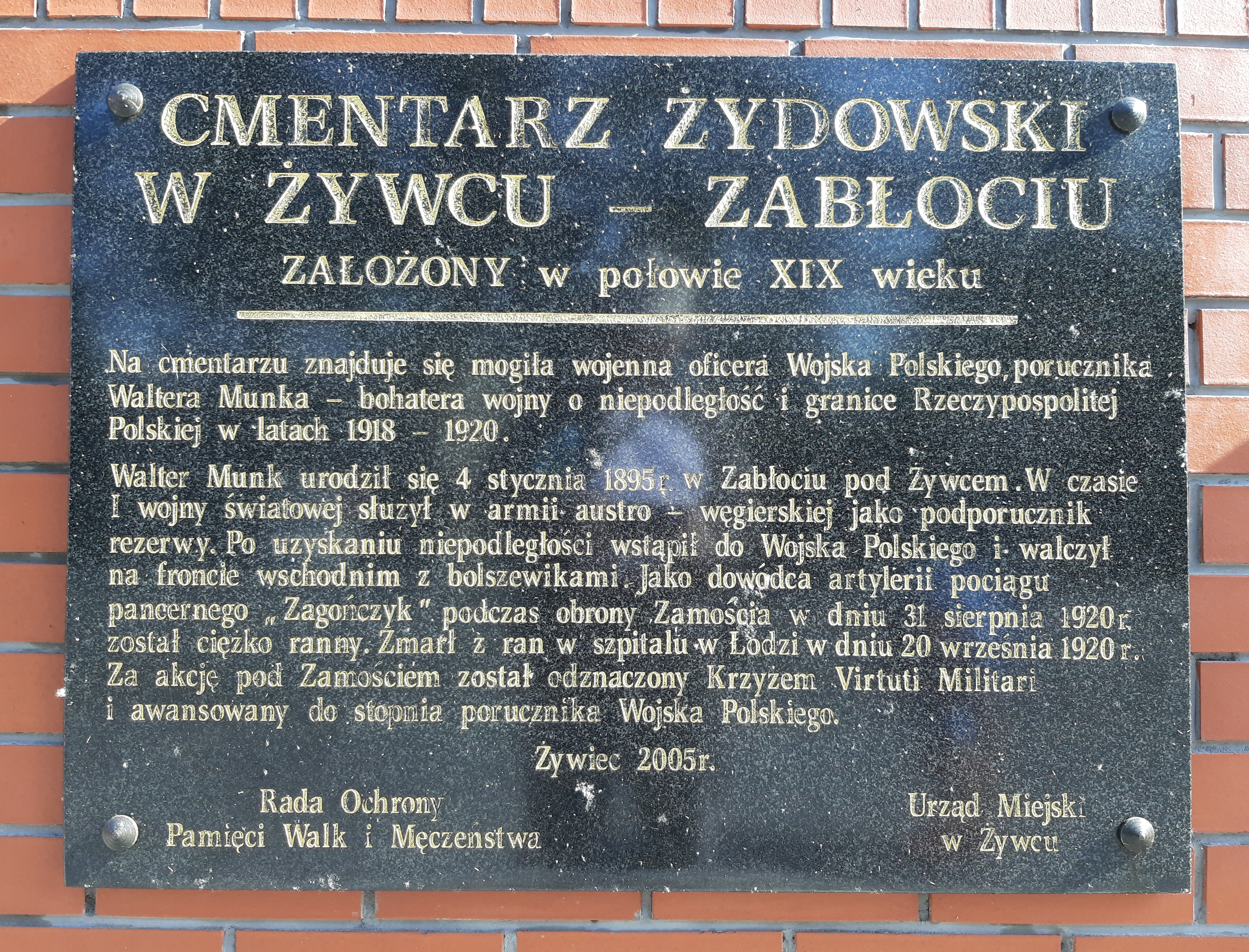
Tablica na cmentarzu żydowskim w Żywcu upamiętniająca Waltera Munka (2019)

Walter Munk (ur. 5 stycznia 1895 w Żywcu-Zabłociu, zm. 20 września 1920 w Łodzi) – podporucznik artylerii cesarskiej i królewskiej armii i Wojska Polskiego, kawaler Orderu Virtuti Militari.

## Życiorys
Był synem Aleksandra, właściciela fabryki w Żywcu, i Reginy z domu Berger oraz bratem Zygfryda, porucznika WP, zamordowanego w Katyniu. Posiadał wykształcenie techniczne. W grudniu 1915 wcielony został do armii austriackiej, a 11 listopada 1918 do Wojska Polskiego. Brał udział w wojnie z bolszewikami. Podczas obrony Zamościa przed konnicą Budionnego dowodził artylerią pociągu pancernego „Zagończyk”. 31 sierpnia 1920 został ciężko ranny, a 20 września zmarł w szpitalu w Łodzi. Za udział w obronie Zamościa został pośmiertnie odznaczony Krzyżem Srebrnym Orderu Virtuti Militari (1922) i awansowany do stopnia porucznika. Został pochowany na cmentarzu żydowskim w Żywcu.